# دون والاس
دون والاس (بالإنجليزية: Don Wallace)‏ هو لاعب كرة قاعدة أمريكي، ولد في 25 أغسطس 1940 في سابولبا في الولايات المتحدة. درس في جامعة ولاية أوكلاهوما.